# 동해우체국
동해우체국(東海郵遞局)은 동해 지역의 우편 및 우체국 금융 업무를 수행하는 강원지방우정청 소속 우체국이다. 강원도 동해시 천곡로 92(천곡동)에 있다.

## 연혁
- 1987년 1월 22일: 동해우체국 개국(2층 건물)
- 1997년 4월 1일: 청사 증축(3층)
- 2018년 12월 1일: 제604군사우편출장소 창구 운영시간을 08:30 ~ 17:30에서 08:30 ~ 14:00 로 단축[1]

## 관할 우체국
| 우체국명            | 사진 | 주소                               | 비고 |
| ------------------- | ---- | ---------------------------------- | ---- |
| 동해부곡우편취급국  |      | 강원도 동해시 발한로 57(부곡동)    |      |
| 동해북삼동우체국    |      | 강원도 동해시 효자로 669(동회동)   |      |
| 동해북평동우체국    |      | 강원도 동해시 전천로 311(북평동)   |      |
| 동해삼화동우체국    |      | 강원도 동해시 삼화로 17(이로동)    |      |
| 동해송정동우체국    |      | 강원도 동해시 동해항3길 11(송정동) |      |
| 묵호우체국          |      | 강원도 동해시 발한로 211-2(발한동) |      |
| 제604군사우편출장소 |      | 강원도 동해시                      |      |

## 조직
- 우편물류과
  - 운용팀
  - 우편물류팀
- 소포영업과
- 지원과
- 경영지도실
- 영업과
  - 우편영업팀
  - 금융영업팀
  - 보험영업팀
  - 고객지원실